# Sotillo del Rincón
Sotillo del Rincón é um município da Espanha na província de Sória, comunidade autónoma de Castela e Leão, de área 60,54 quilômetros quadrados com população de 210 habitantes (2007) e densidade populacional de 3,80 hab/km².

## Demografia
| Variação demográfica do município entre 1991 e 2004 | Variação demográfica do município entre 1991 e 2004 | Variação demográfica do município entre 1991 e 2004 | Variação demográfica do município entre 1991 e 2004 |
| --------------------------------------------------- | --------------------------------------------------- | --------------------------------------------------- | --------------------------------------------------- |
| 1991                                                | 1996                                                | 2001                                                | 2004                                                |
| 178                                                 | 214                                                 | 239                                                 | 231                                                 |